# Eudarcia plumella
Eudarcia plumella is een vlinder uit de familie van de Meessiidae. Deze soort is voor het eerst wetenschappelijk beschreven als Tinea plumella door Thomas de Grey Walsingham in een publicatie uit 1892.
De soort komt voor in Puerto Rico.